# Rockstar Dundee
Rockstar Dundee (precedentemente nota come Ruffian Games Limited) è un'azienda britannica sviluppatrice di videogiochi fondata nel 2008 da Gary Liddon, Billy Thomson e Gareth Noyce.
Dal 2020 è una sussidiaria di Rockstar Games.

## Storia
Venne fondata nell'aprile del 2008 da Gary Liddon, Billy Thomson e Gareth Noyce col nome di Ruffian Games.
Nel 2009, Ruffian Games iniziò a lavorare sul sequel del videogioco Crackdown, dopo un anno di sviluppo, uscì per Xbox 360 ma il gioco ha avuto scarse vendite.
Ruffian Games collaborò con Microsoft per lo sviluppo di giochi per il Kinect, la nota periferica per l'Xbox 360.
Nel 2019 Rockstar Games annunciò che avrebbe collaborato con la Ruffian Games per lo sviluppo di nuovi giochi.
Nel 2020, la Take-Two Interactive acquisì Ruffian Games, facendola diventare una sussidiara della Rockstar Games, cambiando il nome in Rockstar Dundee.

## Videogiochi sviluppati
- Crackdown 2 (2010 - Xbox 360)
- Fragmental (2017 - Microsoft Windows)
- RADtv (2019 - Microsoft Windows)
- Halo: The Master Chief Collection (2014 - Xbox Series X/S, Microsoft Windows, Xbox One)